# Championnats du monde de judo 1995
Navigation
Édition précédente Édition suivante
Les Championnats du monde de judo 1995 se sont tenus à Chiba au Japon du 28 septembre au 1er octobre 1995.

## Résultats

### Hommes
| Catégories        | Or                | Argent              | Bronze                             |
| ----------------- | ----------------- | ------------------- | ---------------------------------- |
| - 60 kg           | Nikolai Ojeguine  | Georgi Vazagachvili | Natik Bagirov Ryuji Sonoda         |
| - 65 kg           | Udo Quellmalz     | Yukimasa Nakamura   | Due Ik Kim Bektas Demirel          |
| - 71 kg           | Daisuke Hideshima | Kwak Dae-sung       | Diego Brambilla James Pedro        |
| - 78 kg           | Toshihiko Koga    | Shay-Oren Smadja    | Patrick Reiter Djamel Bouras       |
| - 86 kg           | Jeon Ki-young     | Hidehiko Yoshida    | Oleg Maltsev Nicolas Gill          |
| - 95 kg           | Pavel Nastula     | Dmitri Sergeev      | Shigeru Okaizumi Stéphane Traineau |
| + 95 kg           | David Douillet    | Frank Möller        | David Khakhaleichvili Naoya Ogawa  |
| Toutes catégories | David Douillet    | Sergei Kossorotov   | Selim Tataroglu Shinichi Shinohara |

### Femmes
| Catégories        | Or                   | Argent           | Bronze                                     |
| ----------------- | -------------------- | ---------------- | ------------------------------------------ |
| - 48 kg           | Ryoko Tamura         | Aiyue Li         | Małgorzata Roszkowska Amarilis Savon       |
| - 52 kg           | Marie-Claire Restoux | Carolina Mariani | Sharon Rendle Legna Verdecia               |
| - 56 kg           | Driulys Gonzales     | Sung Yong Jung   | Filipa Cavalleri Danielle Zangrando        |
| - 61 kg           | Sung Sook Jung       | Jennifer Gal     | Catherine Fleury Gella Vandecaveye         |
| - 66 kg           | Cho Min-sun          | Odalis Revé      | Liliko Ogasawara Aneta Szczepańska         |
| - 72 kg           | Diadenis Luna        | Ulla Werbrouck   | Tatiana Beliaeva Yoko Tanabe               |
| + 72 kg           | Angelique Seriese    | Yin Zhang        | Daima Beltrán Hyun Me Shon                 |
| Toutes catégories | Monique van der Lee  | Fuming Sun       | Hyun Kyung Lee Estela Rodriguez Villanueva |

## Tableau des médailles
| Rang | Nation       | Or | Argent | Bronze | Total |
| ---- | ------------ | -- | ------ | ------ | ----- |
| 1    | Japon        | 3  | 2      | 5      | 10    |
| 2    | Corée du Sud | 3  | 2      | 3      | 8     |
| 3    | France       | 3  | 0      | 3      | 6     |
| 4    | Cuba         | 2  | 1      | 4      | 7     |
| 5    | Pays-Bas     | 2  | 1      | 0      | 3     |
| 6    | Russie       | 1  | 2      | 1      | 4     |
| 7    | Allemagne    | 1  | 1      | 0      | 2     |
| 8    | Pologne      | 1  | 0      | 2      | 3     |
| 9    | Chine        | 0  | 3      | 0      | 3     |
| 10   | Géorgie      | 0  | 1      | 1      | 2     |
| -    | Belgique     | 0  | 1      | 1      | 2     |
| 12   | Argentine    | 0  | 1      | 0      | 1     |
| -    | Israël       | 0  | 1      | 0      | 1     |
| 14   | États-Unis   | 0  | 0      | 2      | 2     |
| -    | Turquie      | 0  | 0      | 2      | 2     |
| 16   | Autriche     | 0  | 0      | 1      | 1     |
| -    | Biélorussie  | 0  | 0      | 1      | 1     |
| -    | Brésil       | 0  | 0      | 1      | 1     |
| -    | Canada       | 0  | 0      | 1      | 1     |
| -    | Italie       | 0  | 0      | 1      | 1     |
| -    | Portugal     | 0  | 0      | 1      | 1     |
| -    | Royaume-Uni  | 0  | 0      | 1      | 1     |
| -    | Ukraine      | 0  | 0      | 1      | 1     |